# 叶天星
叶天星（1915年—-1999年9月7日），男，安徽合肥人，中国医学微生物学家、免疫学家、医学教育家，曾任中国人民解放军第二军医大学教授。1999年9月7日在上海逝世，享年85岁。